# Zare Markovski
Zare Markovski (nacido el 28 de octubre de 1960 (64 años) en Skopje, Macedonia del Norte) es un entrenador de baloncesto macedonio con nacionalidad italiana con gran experiencia, que entrenó a la Selección de baloncesto de Macedonia del Norte y actualmente es seleccionador de Rumanía. Además, entrenaría a una gran cantidad de equipos profesionales de baloncesto de República de Macedonia, Turquía, Francia, Suiza e Italia.

## Trayectoria
Como jugador formó parte de los equipos de su país KK Rabotnicki y KK Skopje, pero se retiró a los veintitrés años para entrenar a los equipos juveniles del KK Rabotnicki. En 1989 fue ascendido a entrenador en jefe del equipo A2, que después de la tercera temporada (1990-91) ganó el campeonato, con 23 victorias en 25 partidos. 
En 1991-92 se marchó al Dinamo Sassari, en la Serie A2, entrenando al conjunto italiano hasta la temporada 1993-94. En 1994-95 hizo su debut en la Serie A1, en el banquillo de Pallacanestro Reggiana. En 1997 regresó a Macedonia para entrenar a la selección nacional, clasificándose por primera vez en el Campeonato de Europa en 1999.
En 1998 se marchó a Turquía para entrenar al Darüşşafaka S.K., también participó en la Copa Saporta y logró excelentes resultados en el campeonato. En 2000 fue contratado por Lugano, con el que ganó tres campeonatos consecutivos y dos copas de Suiza. En 2002 regresó a Italia: en el Air Avellino con el que consiguió tres salvaciones consecutivas que le valieron la llamada del recién ascendido Virtus Bologna.
En Virtus Bologna entrenó en dos campeonatos, participando en las finales de playoffs, la Copa de Italia y la Final Cuatro de la Eurocopa FIBA, clasificándose para participar en la Euroliga, antes de mudarse a Olimpia Milano en el verano de 2007. En 2008, Zare Markovski regresó a Air Avellino en el doble rol de entrenador y gerente general, jugando en la Euroliga. 
En 2017 se convierte en seleccionador de Rumanía.
El 3 de abril de 2018, Markovski firma hasta el final de la temporada 2017-2018 con Dinamo Sassari.

## Palmarés clubes
- Liga Nacional de Baloncesto de Suiza: 3 (2000, 2001, 2002)
- Copa de Suiza: 2 (2001, 2002)